# Сиера Негра
Сиера Негра (на испански: Sierra Negra), още наричан Керо Ла Негра, е най-близкият връх до най-високия връх в Мексико Пико де Орисаба. Със своите 4580 метра се нарежда сред най-високите върхове в Мексико, а според някои източници е на 4-то място.
Заради близостта си до Орисаба често бива пренебрегван и не е така добре опознат в сравнение с далеч по-ниски върхове като Матлалкуейтъл. Координатите му са 18° 59' С и 97° Ю.
Сиера Негра е стратовулкан, част от 900-километровия Трансмексикански вулканичен пояс и се счита, че е спящ вулкан.